# Protaetia proctotricha
Protaetia proctotricha är en skalbaggsart som beskrevs av Fischer von Waldheim 1842. Protaetia proctotricha ingår i släktet Protaetia och familjen Cetoniidae. Inga underarter finns listade i Catalogue of Life.